# Zutsemin
Zutsemin /=crveni oker, ili crvena zemlja/, jedno od sela Okanagon Indijanaca na gornjem toku rijeke Similkameen u kanadskoj provinciji Britanska Kolumbija. Kanadsko ministarstvo indijanskih poslova nema ga na popisu kao ni sela Kedlamik, Komkonatko i Ntlkius, koje je 1900. pridodao Teit u Mem. Am. Mus. Nat. Hist. ii, 174, kao Vermillion (bjelački naziv) ili Zu'tsamîn, Zu'tsEmin.